# Apuñalador de Skid Row

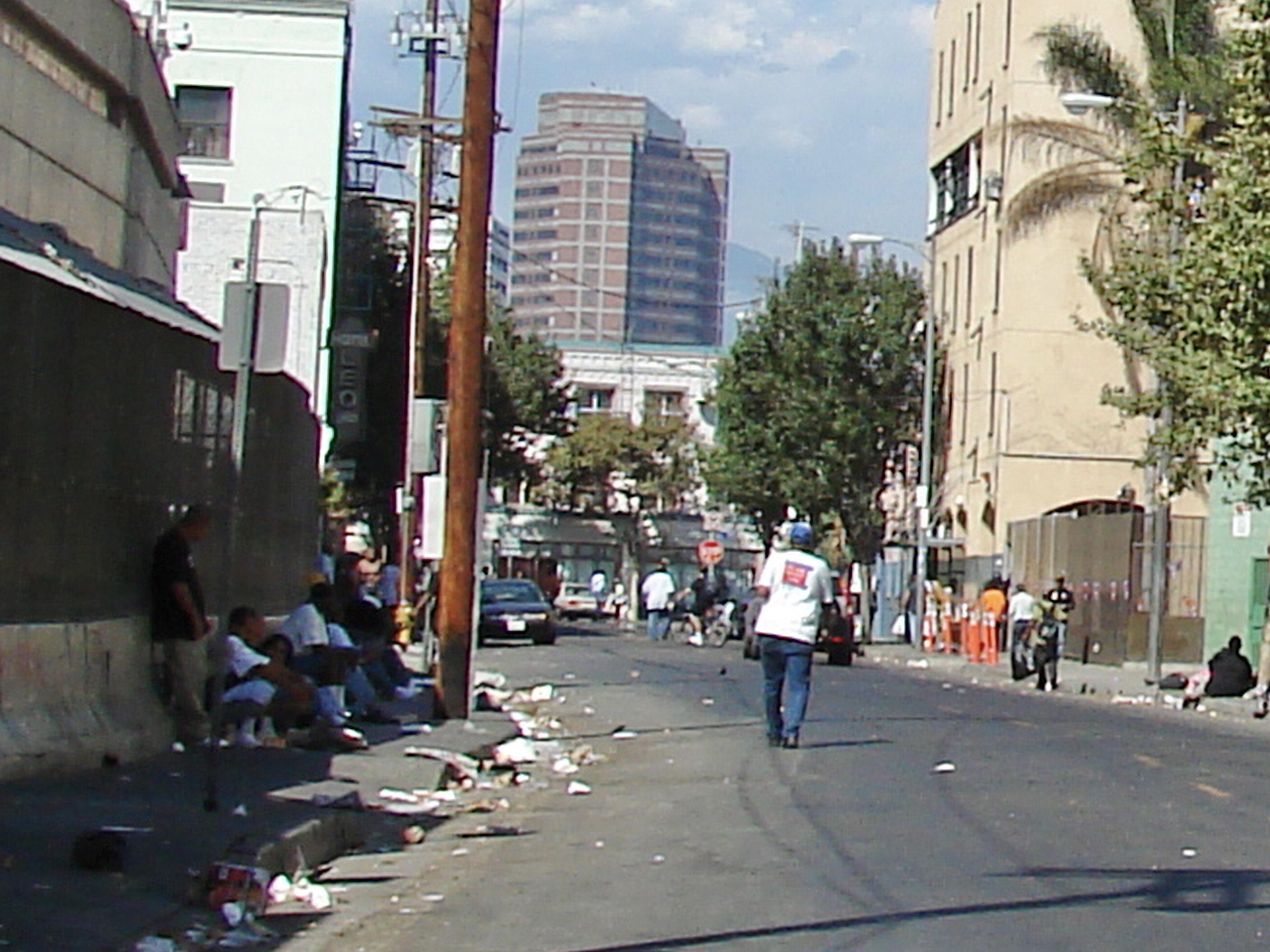
San Julian Street, al sur de 5th Street, en el barrio de Skid Row.

El apuñalador de Skid Row hace referencia a un asesino en serie no identificado responsable de los asesinatos de 11 personas en el barrio Skid Row, suburbio de la ciudad de Los Ángeles (California) conocido por albergar un gran número de personas sin hogar. El arma distintiva del criminal era un cuchillo. Mientras que un sospechoso llamado Bobby Joe Maxwell fue arrestado, acusado y sentenciado por los asesinatos, la evidencia era cuestionable en el mejor de los casos y su condena fue anulada en 2010. Se acepta en gran medida que Maxwell fue condenado falsamente.

## Asesinatos
Los asesinatos comenzaron en la mañana del 23 de octubre de 1978. Como víctimas, el asesino eligió a las personas sin hogar, cuyos cadáveres fueron arrojados en distintos callejones, pero cercanos entre sí. La primera víctima fue Jesse Martínez, de 50 años. El 29 de octubre, el asesino mató a su segunda víctima, José Cortés, de 32 años, seguido un día después por Bruce Emmett Drake, de 46 años. El 4 de noviembre fue asesinado J. P. Henderson, de 65 años, y el 9 de noviembre, David Martin Jones, de 39 años, fue atacado y brutalmente asesinado cerca del Ayuntamiento de Los Ángeles, en el centro de la ciudad. Solo dos días después de este último incidente, Francisco Pérez Rodríguez, de 57 años, se convirtió en la siguiente víctima.
En la jornada siguiente, el "apuñalador", que ya había cogido marca, cometió un doble asesinato, matando tanto a Frank Floyd Reed, de 36 años, como a Augustine E. Luna, de 49 años. El 17 de noviembre, Milford Fletcher, un nativo americano de 34 años, también fue asesinado. Tres días después, el asesino en serie cometió su siguiente acción contra Frank García, de 45 años, cuyo cuerpo fue encontrado el 23 de noviembre cerca del Ayuntamiento. A pesar de que este asesinato ocurrió en una zona prestigiosa de la ciudad, con una gran multitud presente, logró escapar desapercibido. No se localizaron testigos, pero se encontró una huella de la mano de un hombre junto al cuerpo de García, que, según los investigadores, pudo haber sido dejado por el asesino. La última víctima confirmada fue Luis Álvarez, de 26 años, quien fue cosido a puñaladas el 21 de enero de 1979.

## Investigación
Durante la investigación posterior, se encontraron testigos de David Jones: tres amigos del fallecido afirmaron que un desconocido había hablado con ellos durante varios minutos antes de cometer el asesinato, tras lo cual se acercó a Jones y lo apuñaló. Según los testigos, el delincuente era un hombre negro de 30 años, que hablaba con acento puertorriqueño y se presentó como "Lutero". Tres meses después, en enero de 1979, se encontró en el baño del edificio de la Terminal de Autobuses de Los Ángeles la inscripción "Mi nombre es Lutero y los mato para salvarme de la miseria".

## Sospechosos
Durante la investigación, las autoridades sospecharon de varias personas. A principios de 1979, un examen forense de las huellas dactilares de la palma de la mano encontradas junto al cuerpo de García reveló que pertenecían a Bobby Joe Maxwell, de 29 años, quien había sido liberado de la prisión en su Tennessee natal y se mudó a Los Ángeles en 1977. Maxwell, un trabajador ocasional, pasaba gran parte de su tiempo libre en el área de Skid Row, junto con los residentes sin hogar.
En diciembre de 1978, demostró un comportamiento desviado contra las personas sin hogar que habitaban la zona y fue arrestado acusado de alterar el orden público. Durante su registro se le incautó un cuchillo. Fue declarado culpable y pasó varias semanas en la cárcel del condado, antes de ser liberado coincidentemente solo tres días antes cuando, según los investigadores, el "apuñalador" cometió su último asesinato. Quizás otra peculiaridad fue que mientras Maxwell estuvo en prisión, el asesino en serie no cometió ningún otro asesinato y, con base en estos hechos, fue arrestado bajo sospecha de asesinato en abril de 1979.
Después de su arresto, el apartamento de Maxwell fue registrado, durante el cual se incautaron sus zapatos, ropa, diarios y cartas. Después de estudiar y analizar el contenido adquirido, los investigadores afirmaron que Maxwell era un satanista. El juicio, por diversas razones, se retrasó 5 años, hasta principios de 1984. El testigo clave de la fiscalía fue Sidney Storch, de 37 años, un delincuente con un extenso historial criminal, que en 1983 fue compañero de celda de Maxwell durante tres semanas. En el juicio, Storch afirmó que Maxwell había admitido repetidamente haber matado a personas sin hogar y describió los asesinatos en detalle.
Además del testimonio de Storch y los testigos del asesinato de David Jones, la investigación estableció que el cuchillo encontrado en Maxwell tenía el mismo ancho y largo que el utilizado por el asesino. También se realizó un examen grafológico, que concluyó que Maxwell había dejado la nota en el edificio de la Terminal de Autobuses, confesando los asesinatos. Sobre la base de estos testimonios poco fiables, con pruebas poco convincentes o circunstanciales, Bobby Joe Maxwell fue declarado culpable de dos asesinatos a finales de 1984 y fue condenado a cadena perpetua sin posibilidad de libertad condicional. A pesar de que no se encontraron pruebas materiales en los otros asesinatos, el público y los medios lo culparon de los 11 asesinatos, lo que resultó en que Maxwell fuera identificado como el apuñalador de Skid Row durante muchos años.

## Investigaciones
El debate sobre la culpabilidad de Bobby Joe Maxwell se prolongó durante varias décadas, y él mismo se declaró inocente y presentó regularmente una apelación durante los siguientes 30 años. En 2010, los abogados de Maxwell pudieron demostrar que los testigos del asesinato de Jones no podían identificarlo como el asesino y habían dado falsos testimonios en la corte, bajo presión de los investigadores. También se comprobó que Sidney Storch, ex policía e informante durante muchos años, había comenzado a abusar de su cargo en 1980 y había dado falso testimonio en varios juicios por interés egoísta. Como resultado, en al menos 6 casos, su testimonio se consideró inválido o poco confiable. Teniendo en cuenta estos hechos, la Corte de Apelaciones revocó la sentencia de Maxwell en 2010 y lo citó a un nuevo juicio.
A finales de 2017, Bobby Joe Maxwell sufrió un ataque cardíaco severo, lo que provocó que cayera en coma. En un nuevo juicio, la Fiscalía del Condado de Los Ángeles retiró todos los cargos contra Maxwell, luego de lo cual, en agosto de 2018, fue declarado no culpable, por lo que su condena y sentencia de prisión se dictaminó como un error judicial. El propio Maxwell murió en abril de 2019. Nunca recuperó el conocimiento y no pudo enterarse de su liberación. La identidad del verdadero asesino de Skid Row sigue siendo desconocida.